# ألان سيمون
ألان سيمون (بالفرنسية: Alan Simon)‏ هو ملحن وعازف قيثارة فرنسي، ولد في 3 يوليو 1964 في نانت في فرنسا.

## وصلات خارجية
- الموقع الرسمي
- ألان سيمون على موقع IMDb (الإنجليزية)
- ألان سيمون على موقع ألو سيني (الفرنسية)
- ألان سيمون على موقع ميوزك برينز (الإنجليزية)
- ألان سيمون على موقع أول ميوزيك (الإنجليزية)
- ألان سيمون على موقع ديسكوغز (الإنجليزية)